# Bisrat Ghebremeskel
Bisrat Ghebremeskel (* 27. August 1998) ist eine eritreische Radsportlerin.

## Sportliche Laufbahn
2016 belegte Bisrat Ghebremeskel bei der nationalen Straßenmeisterschaft Platz drei. Im Jahr darauf wurde sie zweifache Afrikameisterin: im Einzel- sowie im Mannschaftszeitfahren (mit Wehazit Kidane, Mossana Debesay und Wegaheta Gebrihiwt).
2018 wurde Ghebremeskel afrikanische Straßenmeisterin. Mit Wehazit Kidane, Mossana Debesay und Tighisti Ghebrihiwet wurde sie im Mannschaftszeitfahren Vize-Meisterin.

## Erfolge
2017
- Afrikameisterin – Einzelzeitfahren, Mannschaftszeitfahren (mit Wehazit Kidane, Mossana Debesay und Wegaheta Gebrihiwt)

2018
- Afrikameisterin – Straßenrennen
- Afrikameisterin – Mannschaftszeitfahren (mit Wehazit Kidane, Mossana Debesay und Tighisti Ghebrihiwet)

2021
- Eritreische Meisterin – Straßenrennen